# Меч
Меч — вид холодного (белого) оружия с прямым клинком, предназначенный для рубящего и колющего ударов. 
Меч, как вещественный знак, предмет, словесный или пластический образ в чём-либо, является символом военной власти. Лезвие меча заточено с одной или двух сторон. В самом широком смысле слово «Меч» — собирательное название всего длинного клинкового оружия с прямым клинком.
В современном отечественном историческом оружиеведении принято более узкое определение меча — наступательное оружие с обоюдоострым прямым клинком длиной более 60 сантиметров, предназначенное прежде всего для рубящих ударов. Оружие с однолезвийным прямым клинком относят к палашам.
Схожее определение содержится и в национальном стандарте:
Контактное клинковое колющее и рубящее оружие с прямым средним или длинным массивным двухлезвийным клинком.
Тем не менее, в обиходе к мечам часто ошибочно относят различные виды оружия с изогнутым клинком, в частности японское оружие, включая катану и вакидзаси, относимое Государственным стандартом к двуручным саблям (сами японцы тоже чётко отличают оружие с прямым обоюдоострым клинком — «цуруги», 剣 от оружия типа катаны, обозначаемого иероглифом 刀, который в разных случаях может читаться различным образом), а также оружие с прямым клинком с односторонней заточкой, которое относят либо к палашам, либо к боевым ножам, тесакам и так далее, в частности фальшион. Такие виды оружия, как шпага и рапира, тоже порой причисляют к мечам, что не совсем верно — в существующей классификации их выделяют в самостоятельные типы холодного оружия наравне с мечом, хотя и связаны с ним своим происхождением.
Следует также иметь в виду, что в других языках принято своё, специфическое словоупотребление, отличное от принятого в отечественной оружиеведческой традиции. В частности, в целом ряде языков рубящее клинковое оружие с прямым и изогнутым клинками терминологически никак не разделяют, называя словом, которое на русский язык обычно переводят как «меч», но на самом деле может соответствовать в данном контексте и иным типам клинкового холодного оружия. А, например, англ. sword в широком смысле может обозначать как оружие с односторонней заточкой, так и обоюдоострое, как с прямым, так и с изогнутым клинком, для указания же конкретного типа используют уточняющие прилагательные и префиксы (dress-sword — буквально «костюмный меч», то есть лёгкая шпага, носимая с гражданским платьем; back-sword — буквально «меч с обухом», однолезвийный, включая палаш и саблю и так далее).

## Этимология
Этимология — невыяснена. Согласно одной версии, «меч» — общеславянское слово, происхождение которого ныне — неизвестно (сближается с др.-герм. maki — «меч», груз. maxva «меч» < «острый»). См. также общеславянское «метить» от того же корня, что готское maitan — «рубить, резать». По другой версии слово ст.‑слав. мєчь считают заимствованным из гот. *mekeis. По третьей версии, славянский и готский варианты слова — заимствованы из неизвестного, общего источника.
Существует версия происхождения общеславянского *mečь от той же основы, что и  кельтское mess — «сверкать», «блестеть».
Характерно, что в германских языках, в частности, в английском (англ. sword, устар. sweord) и скандинавских (sverð), распространилось другое название подобного оружия, по версии А. Николаева, происходящее от прагерманского swerdą, в свою очередь предположительно восходящего к той же основе, что и  хетто-лувийский корень (ср. протоиндоевр. swer), с возможным значением «острый».

## Классификация и назначение
По способу и механизму нанесения повреждений цели мечи делят на рубящие, рубяще-колющие, колюще-рубящие, колющие.
Деление обоюдоострого рубяще-колющего оружия на мечи и кинжалы довольно условно, чаще всего меч отличается более длинным клинком (от 40 см, по другому определению — от 60 см). В некоторых случаях определяющим признаком меча считают его способность, в отличие от кинжала, наносить эффективные рубящие удары, однако и такая градация является в значительной степени условной. В отечественном оружиеведении также иногда выделяют короткий меч с длиной клинка не более 60—70 см, длинный меч с клинком длиной 70—90 см, пригодный как для конного, так и для пешего воина, и кавалерийский меч с клинком длиной порядка 90 см. На самом деле деление мечей на подтипы по длине, а тем более в зависимости от назначения, является весьма условным и зависит в первую очередь от реалий конкретной исторической эпохи.
Масса меча колеблется от 700 г (гладиус) до 4 кг (цвайхендер, фламберг), в исключительных случаях (огромный человек, парадное оружие) — до 6.5 кг. Масса одноручного рубящего или рубяще-колющего меча составляла от 0,9 до 2 кг, в редчайших случаях чуть больше.
Меч являлся наступательно-оборонительным оружием профессионального воина, часто из привилегированного благородного сословия. Для владения мечом требовались длительные тренировки, годы практики и специальная физическая подготовка, кроме того меч, как дорогое и престижное оружие, сам по себе был атрибутом высокого общественного статуса. Отличительной особенностью меча является его универсальность:
- Меч удобно постоянно иметь при себе (без помощи оруженосца или складирования в обозе), что в опасности позволяет быстро изготовиться к бою;
- Меч может использоваться как для нападения, так и для защиты, как пешим воином, так и конным, как в плотном строю, так и в поединке, причём техники фехтования им исключительно многообразны;
- Баланс меча (в большинстве случаев с центром тяжести неподалёку от гарды) делает его, несмотря на массу, очень быстрым и манёвренным оружием и позволяет легко остановить оружие посередине удара, быстро менять его направление, применять ложные атаки — финты, причём со сравнительно небольшими затратами энергии;
- Мечом в большинстве случаев можно наносить как рубящие, так и колющие удары, так или иначе поражать как бездоспешного, так и защищённого доспехом противника (при особом использовании он может даже наносить ударно-дробящие удары (крестовиной или навершием));
- Клинок меча заточен на всю длину, что увеличивает поражаемую площадь, повышает вероятность поражения цели (хотя в идеальном случае удар должен быть нанесён определённой частью клинка, расположенной в районе так называемого центра удара — лежащего примерно в 2/3…3/4 длины клинка от перекрестия, удар, нанесённый любой другой заточенной частью клинка, также будет в определённой степени эффективен — в то время, как удар, скажем, рукоятью топора или булавы практически лишён эффективности и является однозначным промахом), значительно увеличивает разнообразие техник боевого применения мечам (к примеру — Push cut / Draw cut, почти не требующий затрат силы скользящий порез мягких тканей, причём при движении клинка как в сторону противника, так и в обратном направлении), а также мешает противнику его контролировать (в отличие от, скажем, древка копья или топора, которое сравнительно легко перехватить даже голой рукой; против винтовки со штыком такой приём некоторыми специалистам, например Альфредом Хаттоном, даже считался наиболее предпочтительным для мечника);

В то же время, для меча как типа оружия был характерен и ряд типичных недостатков:
- Производство меча требует более высокоразвитой металлургии и кузнечного ремесла в сравнении с большинством других видов холодного оружия. Кроме того, сам меч сравнительно более трудоёмкий и металлоёмкий в производстве, а следовательно — более дефицитный и дорогостоящий вид оружия, требующий для своего изготовления более качественного материала и квалифицированного труда.
- Важный поражающий фактор меча — острота лезвия, из-за сравнительно небольшой массы и специфического баланса (центр тяжести оружия находится далеко от центра удара) он практически не наносит тупую травму при ударе. Поддержание лезвия меча в рабочем состоянии требует сравнительно больших затрат времени и труда, в то время, как, к примеру, боевой топор может эффективно поражать цель и с притуплённым лезвием, а для ударного оружия вроде булавы данная проблема не существует вовсе.
- Рубящий удар мечом (как и любым длинноклинковым оружием) должен наноситься под строго определённым углом по отношению к цели, при котором плоскость клинка совпадает с плоскостью удара, в пределах которой лежат поражаемая точка на цели, кисть и локоть держащей оружие руки (Edge Alignment) — в противном случае клинок не нанесёт большого урона, так как будет стремиться повернуться набок из-за сопротивления материала цели и растратит на это значительную часть своей кинетической энергии, не дав чистого отреза с прямой, ровной поверхностью, или даже просто соскользнёт, оставив лишь синяк[13]. Доведение правильной техники рубящего удара до автоматизма требует длительной тренировки, между тем, это — лишь базовое условие эффективного использования меча (и подобного ему оружия) в бою. Далее идёт обучение собственно фехтованию, то есть, искусству поражать противника, оставаясь при этом неуязвимым для его ударов. Для большинства других видов холодного оружия (копья, алебарды, топоры, булавы и т. д.) требования к технике нанесения удара гораздо менее жёсткие, а техника фехтования — как правило намного проще, следовательно — ниже уровень требований к пользователю оружия.
- Возможности меча по поражению одоспешенного противника значительно ограничены. В частности, против развитого пластинчатого доспеха эффективны практически только колющие удары, направленные на сочленения его отдельных сплошных элементов и другие уязвимые места. Шансы прорубить или проколоть мечом латную пластину стремятся к нулю, — для таких целей было создано специализированное оружие, которое по эффективности пробития брони значительно превосходило адаптированные для поражения доспехов мечи, хотя на стороне последних была большая универсальность. Так, эсток, кончар или клевец не лучшее оружие против небронированного противника, в то время, как меч с клинком типов XIV—XVI по Оукшотту является в этом отношении вполне универсальным оружием.

В силу действия вышеперечисленных факторов и иных причин, в течение большей части своей истории меч был дорогим и сравнительно малораспространённым оружием, играя в комплексе вооружения, как правило, вспомогательную роль. Основным боевым холодным оружием в большинстве исторических эпох и культур было копьё в различных его формах и иное древковое оружие (впрочем, и ружьё со штыком представляет собой по сути вариант того же копья, только способное также стрелять пулями). На втором месте во многих культурах находились боевые топоры (в особенности — двуручные, вроде скандинавского боевого топора и более поздних полэкса или бердыша), клинки которых были технологически проще в изготовлении и куда менее требовательны к качеству металла, а также зачастую обладали меньшей металлоёмкостью, чем полноценный меч, ударное оружие (в особенности в период массового распространения кольчужных доспехов), а в той же нише вспомогательного оружия и оружия самообороны — боевые ножи.
Массовое производство качественных длинных клинков и вооружение ими рядового состава армии стало возможно лишь к исходу средневековья, незадолго до потери классическим мечом актуальности в качестве боевого оружия, хотя в роли атрибута статуса офицера длинноклинковое оружие — обычно шпаги или сабли — использовалось в большинстве армий ещё до самого конца XIX века. 
Меч от античности до позднего средневековья был настолько известным видом оружия, что, наряду со щитом, стал символом воина и воинского дела, вошёл в геральдику, афоризмы и поговорки, даже в XXI веке оставаясь узнаваемым символом и героем фэнтезийной и даже научно-фантастической литературы.

### Период использования
Появление первых бронзовых мечей относят к началу 2-го тысячелетия до н. э., когда появилась возможность изготавливать клинки большего размера, чем у кинжалов.
В европейских странах мечи активно использовались до конца XVI века, а в XVII веке были окончательно заменены на шпаги, сабли и палаши, которые по сути представляли собой его особые, высокоспециализированные формы. На Востоке сабля окончательно вытеснила меч уже к концу XIV века.

### Меч как охотничье оружие
Меч мог представлять собой не только боевое, но и охотничье оружие — в средневековой Европе он широко использовался аристократией при охоте на медведей, кабанов, рысей и других крупных и сильных зверей. Охота считалась великолепной тренировкой для воина, в этом отношении её зачастую даже ставили выше, чем участие в турнирах. Основным назначением охотничьего меча было добивание раненого зверя. Около 1470 года в Бургундии входят в моду имеющую особую форму охотничьи мечи, до этого охотничий вариант меча не отличался от боевого. Во времена императора Максимилиана I использовались охотничьи мечи (нем. Jagdschwerter) с клинком длиной порядка 85 см и рукоятью без защитных дужек, рассчитанной на полутораручный хват. Был известен и так называемый «кабаний меч», имевший очень специфичную форму — его клинок на трёх четвертях своей длины от рукояти представлял собой толстый, иногда гранёный стержень без режущих кромок, а в последней четверти резко расширялся, превращаясь в лезвие, оканчивающееся остриём. В месте перехода от узкой части клинка к широкой поперёк него крепилась поперечина с заострёнными концами в виде рогов, отогнутыми к острию клинка — она предотвращала слишком глубокое проникновение оружия. Характерной особенностью охотничьих мечей были ножны с дополнительными гнёздами для ножа, предназначенного для разделки туши, и других вспомогательных инструментов охотника. Лишь к XVII веку охотничий меч превращается в охотничий нож (нем. Jagdmesser), уже не предназначенный для собственно охоты, а являющийся в большей степени инструментом, часто дополненный пилой на обухе — хотя использование его в крайнем случае для добивания зверя не исключалось.

### Спортивные мечи
Практика владения мечом и другими видами клинкового оружия породила целое искусство  фехтования . В современном мире, помимо олимпийского фехтования, не включающего в себя владение именно мечом, развиваются и другие виды фехтования. Многие из сосредоточены на владении мечом. Среди них HEMA, ИСБ, СМБ. Так же искусство владения мечом становится частью  исторической реконструкции  и важным умением в сообществе участников ролевых игр, любителей фэнтези. Многие клубы фехтования и исторической реконструкции предлагают своим участникам сразу несколько разных подходов к фехтования на мечах и правил.

## Происхождение меча
Ранние этапы эволюции этого вида оружия скрыты от историка. Судя по всему, предшественником меча была дубинка (палица) из твёрдого дерева или камня с острыми режущими кромками или вставными лезвиями-микролитами, вроде использовавшихся до недавнего времени жителями Океании или ацтекского макуауитля. Однако создание настоящего меча в полном смысле этого слова стало возможным только после освоения человеком металлов. Не вызывает сомнения изобретение меча, как и защитного арсенала (шлема, щита, нагрудников...) в бронзовом веке около 1700 или 1600 г. до н. э. (см. также про меч железного века).

## Мечи древности
До широкого распространения железа и стали мечи делались из меди, а затем из сплавов меди с оловом либо мышьяком — бронз. Бронза очень устойчива к коррозии, поэтому существует достаточно много археологических находок бронзовых мечей, правда, атрибуция и чёткая датировка их зачастую весьма затруднены.
Бронза — достаточно прочный материал, хорошо держащий заточку. В большинстве случаев использовалась бронза с содержанием олова порядка 10 %, отличающаяся умеренной твёрдостью и сравнительно высокой пластичностью, однако в Китае применялись бронзы с содержанием олова до 20 % — более твёрдые, но при этом и более хрупкие (иногда из твёрдой бронзы делали только лезвия, а внутреннюю часть клинка — из более мягкой).
Бронза является дисперсионно-твердеющим сплавом и не может быть закалена подобно стали, однако может быть значительно упрочнена холодной деформацией (проковкой) режущих кромок. Бронза не способна «пружинить», как закалённая сталь, зато сделанный из неё клинок может гнуться в значительных пределах, не ломаясь и не теряя свойств — выправив, его можно снова использовать. Часто для предотвращения деформации на бронзовых клинках имелись массивные рёбра жёсткости. Длинные клинки из бронзы должны были быть особо склонны к изгибанию, поэтому использовались сравнительно редко, типичная длина клинка бронзового меча — не более 60 сантиметров. Тем не менее, называть короткие бронзовые мечи исключительно колющими совершенно неверно — современные эксперименты, напротив, показали весьма высокую рубящую способность подобного оружия, его сравнительно небольшая длина ограничивала лишь дистанцию боя. Как ни странно, изначально бронзовые мечи как правило выполнялись составными из двух частей — собственно клинка и рукояти, которые соединялись заклёпками. Впоследствии технология изменилась — меч стал цельным, но заклёпки или их декоративная имитация всё равно использовались в силу традиции.
Так как основной технологией обработки бронзы было литьё, из неё было сравнительно просто изготовить более эффективный сложноизогнутый клинок, поэтому бронзовое оружие древних цивилизаций нередко имело изогнутую форму с односторонней заточкой — сюда относятся древнеегипетский хопеш, древнегреческая махайра и позаимствованный греками у персов копис. Все они по современной классификации относятся к саблям или тесакам, а не мечам.
На титул самого древнего меча в мире на сегодняшний день претендует бронзовый меч, который найден российским археологом А. Д. Резепкиным в Республике Адыгея, в каменной гробнице новосвободненской археологической культуры. Данный меч в настоящее время экспонируется в Эрмитаже в Санкт-Петербурге. Этот бронзовый протомеч (общая длина 63 см, длина рукояти 11 см) датируется второй третью 4-го тысячелетия до н. э. Согласно современным стандартам это скорее кинжал, а не меч, хотя форма оружия говорит о том, что оно было пригодно и для рубящих ударов. В мегалитическом захоронении бронзовый протомеч был символически согнут.
До этой находки самыми древними считались мечи, найденные итальянским археологом Пальмиери, который в верховьях Тигра в древнем дворце Арслантепе обнаружил клад с оружием: наконечники копий и несколько мечей (или длинных кинжалов) длиной от 46 до 62 см. Находки Пальмиери датируются концом 4-го тысячелетия.
Следующей по времени крупной находкой являются мечи из Арслантепе (Малатья). Из Анатолии мечи постепенно распространяются как на Ближний Восток, так и в Европе.
Меч из местечка Бет-Даган вблизи Яффы, датируемый 2400—2000 годами до н. э., имел длину порядка 1 метра и сделан из практически чистой меди с небольшой примесью мышьяка.
Также весьма длинные бронзовые мечи, относящиеся примерно к 1700 г. до н. э., были найдены в ареале Минойской цивилизации — так называемые мечи «тип А», имевшие общую длину около 1 метра и даже больше. Это были преимущественно колющие мечи с сужающимся клинком, видимо, рассчитанные на поражение хорошо бронированной цели.
Очень древние мечи обнаружены при раскопках памятников Харрапской (Индской) цивилизации, с датировкой по некоторым данным вплоть до 2300 г. до н. э. В ареале культуры охряной расписной керамики обнаружено множество мечей, датируемых 1700—1400 гг. до н. э.
Бронзовые мечи были известны в Китае как минимум со времён государства Шан, самые ранние находки относятся примерно к 1200 г. до н. э.
Множество кельтских бронзовых мечей обнаружено на территории Великобритании.
Железные мечи известны как минимум с VIII века до н. э, а активно использоваться начинают с VI века до н. э. Получение стали с заданным содержанием углерода и её закалка для металлургии этого времени представляли собой очень сложные задачи, поэтому как правило клинки делались из мягкого железа и упрочнялись проковкой, подобно бронзовым. Даже если материал клинка в принципе содержал достаточно углерода для того, чтобы держать закалку, термическая обработка как правило не проводилась. Хотя железо и незакалённая сталь как материал для клинка и не имели особых преимуществ над бронзой, оружие из них быстро стало дешевле и более доступно, чем бронзовое — железо встречается в природе намного чаще меди, а необходимое для производства бронзы олово в древнем мире вообще добывалось всего лишь в нескольких местах.
Меч из израильского местечка Веред-Йерихо, датированный около 600 года до н. э., претендует на титул самого древнего известного стального меча. Его широкий клинок длиной около 90 см (без рукояти) был получен кузнечной сваркой железной и стальной заготовок. Тем не менее, массовое распространение стального оружия в средиземноморском регионе произошло намного позже, начиная примерно с 300-х годов до н. э.
Некоторое представление о технологии производства клинков в ранней античности даёт найденный в этрусской Ветулонии копис VII в. до н. э. длиной 58 см (иногда считается импортным греческим). Его клинок был получен соединением кузнечной сваркой пяти железных заготовок с различным содержанием углерода — от 0,15…0,25 % в сердцевине до 0,05…0,07 % на лезвиях (то есть, лезвия были выполнены из наиболее мягкого металла).
По иной технологии был изготовлен романо-этрусский меч типа gladius Hispaniensis IV в. до н. э. длиной 40 см, найденный в Кьюзе. Его листовидный клинок был выкован из цельной железной заготовки и подвергнут науглероживанию (нагревание железной заготовки в замкнутой ёмкости с органическими веществами, в результате чего происходит насыщение её наружных слоёв углеродом), в результате чего содержание углерода варьируется от 0,05…0,08 % в глубине до 0,35…0,4 % на лезвиях — последняя цифра по современным стандартам соответствует среднеуглеродистой стали. Тем не менее, оба меча отличались в целом невысоким качеством металла, с большим количеством примесей в виде вкраплений шлака.
Таким образом, видно, что уже в этот период были отработаны три основные технологии производства клинков, использовавшиеся вплоть до позднего средневековья и появления передельной стали: кузнечная сварка пакета из железных и стальных пластин; наварка на железную основу стального лезвия; науглероживание (цементация) цельножелезной заготовки.
Повсеместный переход к клинкам из закалённой углеродистой стали сильно затянулся — так, в Европе он завершился лишь около X века н. э. В Африке железные мечи (мамбеле) использовались ещё в XIX веке (хотя обработка железа в Африке началась очень рано, причём за исключением средиземноморского побережья, Египта и Нубии Африка «перескочила» бронзовый век, сразу перейдя к обработке железа).
В Китае стальные мечи, значительно превосходящие по своим качествам и бронзовые, и железные, появились по некоторым данным уже в конце периода Западного Чжоу (по другим — только с конца периода Вёсен и Осеней или начала периода Сражающихся царств), хотя и не получили широкого распространения вплоть до эпохи Цинь или даже Хань, то есть, конца III века до н. э. Примерно тогда же стали использовать оружие из стали, в том числе — подобной сварной дамасской, жители Индии. Согласно периплу Эритрейского моря, в I веке н. э. индийские стальные клинки экспортировались в Грецию.
Персы начали делать железные варианты меча-акинака около VI века до н. э. и к эпохе классической античность железные мечи использовались в этом регионе повсеместно. Позднее рубящие мечи схожего типа начали применять сарматы. Сарматы использовали мечи в конном бою, их длина по некоторым данным могла доходить до 130 см, хотя более типичными были мечи с длиной клинка 50…70 см. Перекрестье сарматского меча достаточно узкое (шире лезвия всего на 2—3 см), рукоять — длинная (от 15 см), навершие — в форме кольца.
В эпоху протокельтской Гальштадской культуры бронзовое и железное оружие всё ещё сосуществовало друг с другом (начиная с периода Hallstatt C, 800…650 годы до н. э.), причём современные друг другу бронзовые и железные мечи были очень похожи друг на друга, отличаясь по сути лишь материалом клинка.
Мечи кельтской Латенской культуры, хорошо известные благодаря их помещению в погребальный инвентарь воинских захоронений, уже исключительно железные, в большинстве случаев они имели рубяще-колющий (иногда — чисто рубящий, с притуплённым концом) клинок длиной до 70…75 см. Многие из них были в ритуальных целях согнуты в кольцо, «восьмёрку» или даже спираль, что говорит о большой мягкости материала и отсутствии закалки. Полибий упоминает, что галльские (кельтские) железные мечи III века до н. э. часто гнулись в бою, вынуждая владельцев выправлять их. Некоторые исследователи считают, что греки просто неправильно интерпретировали упомянутый выше галльский обычай изгибать мечи, приносимые в жертву или помещаемые в захоронение, однако сама способность сгибаться без излома является отличительной особенностью именно железных мечей (из стали с низким содержанием углерода, не поддающейся закалке) — меч из закалённой стали можно только сломать, а не изогнуть в кольцо.
Считается, что именно кельтские мечи этого периода послужили прототипом для средиземноморских мечей античности, как и германских мечей железного века.
В Средиземноморье эпохи эллинизма и Римской республики железное и стальное оружие уже вполне уверенно доминировало. Так как сравнительно новый материал, видимо, поначалу не вызывал особого доверия (да и не отличался особым качеством), сделанные из него мечи были сравнительно короткими (короче многих эпохи бронзы) — с клинком длиной не более 50…60 см, но при этом более широким. К примеру, так называемый «помпейский» (по месту находки) гладиус имел клинок длиной порядка 45…50 см. Меч греческого гоплита классической эпохи — ксифос — также имел клинок длиной порядка 50 см. Отчасти использованию коротких мечей, видимо, способствовала также и ориентация на бой в плотном пехотном строю, в котором длинный меч был бы скорее обузой. Тем не менее, поздние римские гладиусы имели чуть более длинный клинок. Любопытно, что наиболее длинный и массивный тип гладиуса — gladius Hispaniensis с листовидным клинком длиной вплоть до 60…70 см, очень эффективным в качестве рубящего — после двух веков популярности практически вышел из употребления к началу н. э., будучи вытеснен более короткими разновидностями, ориентированными в первую очередь на укол. Так как гладиус, как и почти все античные мечи, использовался практически исключительно в паре со щитом, на который целиком возлагалась функция защиты держащей меч руки, перекрестие (гарда) на нём так и осталось слаборазвитым.
На исходе античности появляется, и со временем вытесняет прежние типы мечей, спата, видимо, имеющая кельтское происхождение. Этот меч применялся как пешими воинами, так и всадниками. Общая длина спаты доходила до 90 см, крестовина фактически отсутствовала, навершие — массивное, как правило шаровидное. Иногда считается, что первоначально острия спата не имела, тем не менее классическая спата — типичный колюще-рубящий меч. В последний век существования Римской империи спата стали стандартным оружием легионеров — как кавалеристов, так и (более короткий вариант, иногда называемый «полуспатой» — англ. semispatha) пехотинцев. Последний вариант считается переходным от мечей античности к оружию Средних веков.

## Мечи средних веков (Запад)
В Европе меч в Средние века получил широкое распространение, имел множество вариаций и активно использовался до Нового времени. На протяжении Средневековья меч претерпевал весьма существенные изменения.
Раннее Средневековье было эпохой упадка военного искусства, забвения воинских традиций классической древности. Численность армий резко сокращается, тактика резко упрощается; бои ведутся на открытом пространстве, оборонительная тактика применяется крайне редко. Доспехи в упадке — только наиболее знатные воины защищены кожаными панцирями, кольчугой или, реже, металлической чешуёй. Господство в европейских обществах раннего средневековья германской военно-дружинной культуры делает военное дело элитарным и малодоступным для широких масс населения. В таких условиях на первый план выходят индивидуальные качества бойца и его вооружения, ввиду чего роль меча в комплексе вооружения значительно повышается. При этом из-за упадка ремёсел меч из массового рядового оружия, каковым он был в эпоху расцвета империи, превращается в вооружение элиты.
- Меч вендельского периода из Вальсгерде[англ.]
- Лангобардский меч из Бергамо (современная реплика)
- Навершие лангобардского меча, VI...VII век
- Англосаксонский меч VI века
- Франкский меч VIII века

От эпохи Великого переселения народов до примерно VIII—IX века в Европе господствует так называемый меровингский меч (принятое в современном оружиеведении условное название, от династии Меровингов), являющийся дальнейшим развитием позднеримской спаты. Это рубящий меч с плоским или закруглённым остриём, узкой, но толстой крестовиной, короткой рукоятью и массивным навершием. Сужения клинка от рукояти к острию практически нет, дол достаточно широкий и неглубокий, масса меча не превышает 2 кг. Наряду с мечами, германцы широко использовали однолезвийные клинки с хорошими рубящими свойствами (большие ножи или тесаки), такие, как скрамасакс. Скандинавский вариант древнегерманского меча отличается большей шириной и меньшей длиной, поскольку кавалерию древние скандинавы практически не использовали ввиду географического положения, зато много сражались на кораблях.
- Каролингские мечи X века из «Музея викингов» в Хедебю, рядом их современные реконструкции
- Франкский меч, ок. X века
- Меч, найденный под голландским Албюргом, датировка с 750 по 850 годы
- Изображение «каролингского» меча из Штутгартской Псалтыри, ок. 830 года
- Меч X века из мадьярской могилы
- Мечи XII века на миниатюре рукописи «Сентенций» Петра Ломбардского

Около VIII — начала IX века получает распространение каролингский меч, или меч эпохи викингов (также условные современные обозначения). На самом деле мечи данного типа производились главным образом во Франкской империи, а к викингам обычно попадали как добыча или товар (разумеется, существовало и местное производство), однако наибольшее количество находок связано именно со Скандинавией, где сохранялся языческий обряд помещения в могилу погребального инвентаря, включая оружие.
Каролингские мечи похожи на меровингские, но более изящны по форме и отделке, имеют более узкие и сильнее сужающиеся клинки с лучшим балансом, что делало их более быстрыми, удобными и гибкими в использовании, появляется заточенное остриё. Сталь для них использовалась лучшего качества, благодаря чему практически выходит из употребления техника сваривания клинка из нескольких заготовок с различным содержанием углерода. Меч всё ещё оставался очень дорогим и сравнительно редким оружием — так, согласно капитуляриям Карла Великого иметь его считалось обязательным только для кавалериста, способного позволить себе содержать боевого коня, пешие бойцы же часто обходились более дешёвым вооружением.
На территории Древней Руси известно 87 типологически определимых мечей IX—XI веков. Каролингские мечи типа А-местный производились в одном из ремесленных центров Древней Руси. Граница между ареалами группы «русских форм» и ранней группы мечей проходит по линии Киев — Чернигов — Муром. Мечи группы «русских форм» представляют собой особый, специфический для Древней Руси этап развития дружинной культуры, неизвестный в Скандинавии. На клинках 25 из 55 расчищенных в 1963—1964 годах мечей (45%) обнаружены имена западноевропейских каролингских оружейников, работавших в районах Рейна и Дуная: клеймо Ulfberht встретилось 16 раз, Ingelrii me fecit — «Ингельрий меня сделал», встретилось 2 раза, буквосочетание, близкое предыдущей марке, начинающееся с NRED встретилось 1 раз, Leutlrit, Cerolt, Ulen — по одному разу. 7 клинков оказались с узором на лезвии из дамасской стали.
- Меч «романского» типа из венгерского музея.
- Меч из Британского музея, между 1250 и 1330 годами. Клинок, скорее всего, выкован в Германии, фурнитура английская.
- Мечи, найденные во Владимирской области. XII-XIII века.
- Изображение меча из рукописной Библии Мациевского, около 1250 года.
- Типичный вариант рыцарского меча, 1100...1250 годы.

В Высокое Средневековье (XI—XIV века) происходит рост городов и ремёсел, повышается уровень кузнечного мастерства и металлургии. Происходят Крестовые походы и междоусобицы. Улучшаются и получают большее распространение доспехи, возрастает роль кавалерии. Набирают популярность рыцарские турниры, дуэли и бугурты. Бои часто проходят в стеснённых условиях (замки, дома, узкие улицы). Всё это накладывает отпечаток на меч.
Мечи этого периода принято называть романскими (фр. epée romane), или рыцарскими (англ. knightly sword, arming sword), именно они по внешнему виду в наибольшей степени соответствуют представлению о европейском мече, укоренившемуся в массовом сознании, наиболее часто встречаются на средневековых миниатюрах и скульптурных изображениях. Их лезвие становится более длинным, толстым и узким, дол — узкий и глубокий. Клинок заметно сужается к острию, удлиняется рукоять, а навершие, напротив, становится небольшим и при этом разнообразным по форме. Крестовина расширяется, обеспечивая лучшую защиту для руки, — признак развития искусства фехтования.
К концу этого периода меч становится широко распространённым оружием, доступным даже рядовым солдатам, что было достигнуто как благодаря развитию ремесла и техники металлургии (появление доменной печи, массовое получение стали кричным переделом доменного чугуна), так и за счёт формирования рынка подержанного оружия благодаря накоплению его запасов. Судя по сохранившимся документам (завещания солдат, отчёты коронеров и т. п.), в Англии времён Столетней войны (на её позднем этапе) старый ржавый меч стоил всего порядка нескольких пенсов — при зарплате лучника в 6 пенсов в день.
В Позднее Средневековье (XV—XVI века) идёт экспансия в другие страны. Тактика ведения боевых действий становится всё более разнообразной. Используются доспехи с высокой степенью защиты. Всё это сильно влияет на эволюцию меча. Мечи периода 1350—1550 годов иногда условно объединяют под названием «готические», однако в целом разнообразие мечей этой эпохи — колоссально, и их практически невозможно свести к какому либо одному характерному типу. Помимо одноручных мечей, встречаются полутораручные и двуручные мечи. Появляются специализированные колющие мечи и мечи с волнистым лезвием. Начинает активно использоваться сложная гарда, обеспечивающая максимальную защиту кисти, и гарда типа «корзина».
Многообразие европейских мечей:
- бастард;
- кацбальгер;
- цвайхендер;
- фламберг;
- эспадон;
- клеймор;
- эсток;
- скьявона;
- шотландский корзинчатый меч;
- хаудеген;
- меч палача — меч с широким лезвием и закруглённым концом.

## Закат меча как боевого оружия (Запад)
К XV веку сначала в Италии, а затем и по всей Европе техника владения мечом начинает меняться, что повлекло за собой и эволюцию самого меча.
С распространением латных доспехов всё более важным становится укол, позволяющий поразить противника в хуже прикрытые пластинами части тела — в соответствии с этим форма клинка получает всё более заметное сужение к острию, а затем и сам он становится всё более узким — при одновременном увеличении толщины, что обеспечивало необходимую для эффективных колющих ударов поперечную жёсткость. Для того, чтобы лучше контролировать меч во время укола и при этом снизить нагрузку на запястье, мечники начинают применять иной тип хвата — с указательным пальцем, охватывающим крестовину снаружи или положенным на рикассо (незаточенную часть клинка у крестовины). Около 1400…1410 года для защиты этого пальца на крестовине появляется специальная дужка, затем — вторая, симметричная ей.
Примерно в то же самое время меч в Европе становится популярным оружием у горожан, к XVI веку оказавшись по сути неотъемлемым составным элементом повседневного костюма джентльмена. Часты были уличные бои и дуэли, участники которых сражались обычно без доспехов или щитов. В то же самое время в армиях появляются профессиональные лучники, арбалетчики и стрелки из огнестрельного оружия, которые из-за специфики своего вооружения не могли носить щитов или латных перчаток.
Всё это создавало условия для дальнейшего развития защиты руки, держащей меч, что со временем превратило его в качественно новый тип холодного оружия, для которого была выработана во многом иная техника фехтования.
В конце XV — начале XVI века к дужкам добавляются кольца, расположенные по бокам от крестовины, а затем и большая дуга, защищающая ладонь и пальцы и часто доходящая до самого навершия. Вся система защитных дуг и колец, вместе с крестовиной, но без рукояти, в оружиеведении обозначается термином «гарда», а вместе с рукоятью — «эфес». Также в XVI веке некоторые мечи (и палаши) получают сложную гарду в виде корзинки, образованной отдельными дужками, либо цельным щитком. Так формируется развитый закрытый или полуоткрытый эфес, эффективно защищающий руку фехтовальщика от атак противника. Оружие, которое совмещает достаточно широкий сужающийся колюще-рубящий клинок, почти подобный клинку позднесредневекового «рыцарского» меча (arming sword), с развитым эфесом, в русском языке называется (ранней) шпагой. В зарубежной терминологии используются такие обозначения, как англ. side-sword, итал. spada da lato или исп. espada ropera, означающие «меч для ношения на боку», то есть с повседневным костюмом, а не с боевым доспехом.
Появление защиты для держащей меч руки, в свою очередь, вызывает дальнейшее изменение техники фехтования. Популярный в предшествующую эпоху маленький щит-баклер, использовавшийся для защиты держащей меч руки и активного отражения ударов противника, полностью выходит из употребления, как и использовавшиеся с той же целью кинжалы для левой руки. Появляются новые фехтовальные стойки, в которых рука, хорошо защищённая развитым эфесом шпаги, оказывается вытянутой вперёд к противнику, как в фехтовании на саблях. Это способствует обогащению арсенала фехтовальных приёмов, приводит к дальнейшему усложнению техники боя. Облегчение оружия позволяет более широко использовать кисть для нанесения быстрых ударов.
После переходного периода в течение XVI века, средневековая техника фехтования сменяется техникой фехтования Нового времени, впоследствии формализованной и в сильно упрощённом виде положенной в основу массового обучения фехтованию в призывных армиях XVIII—XIX веков, а затем и спортивного фехтования.
В XVII веке от ранней шпаги происходит историческая рапира (само название происходит от espada ropera через посредство французского rapière), имеющая более изящный клинок, пригодный в основном для укола, а в поздних вариантах (англ. small sword) — часто даже не имеющий острых режущих кромок, такое оружие было в основном предназначено для ношения с повседневным костюмом в качестве внешнего атрибута джентльмена, человека благородного сословия. В русском языке, однако, такое оружие тоже называется шпагой, а «рапирой» изначально именовали только его тренировочный вариант.

## Мечи Средних веков (Восток)
Для средневекового Востока в качестве наиболее типичного клинкового оружия этого периода обычно выступает изогнутая сабля, реже — палаш с прямым однолезвийным клинком. Тем не менее, мечи, похожие на классический для Европы тип, также имели хождение.
Основным клинковым оружием раннесредневекового Ближнего Востока, в частности — у арабов эпохи экспансии (VI—VII вв. н. э.), был прямой обоюдоострый меч, мало отличающийся от европейских аналогов (и, видимо, также происходящий от позднеримских прообразов). Лишь ближе к X—XII векам меч в этом регионе активно потеснила имеющая тюркское (кочевническое) происхождение сабля, к концу этого периода получившая широкое распространение в Иране, Анатолии, Египте, Закавказье и Восточной Европе, а также проникшая в Индию. Считающиеся же ныне типичными для мира ислама изогнутые шамшир и килич («скимитары») оформились и вовсе лишь в XV—XVI веках.
В Китае обоюдоострый меч называли цзянь, он имел хождение вплоть до XIX—XX века, хотя и в основном в качестве ритуального или статусного оружия. Его наиболее характерная особенность — как правило, сравнительно небольшое перекрестие. Аналогичное японское оружие называлось цуруги и использовалось главным образом до VII—IX вв.
В Бутане использовались как длинные, так и короткие мечи.

## Мечи Нового времени (Африка)
Поскольку традиции обработки железа издавна бытовали в африканских обществах, изготовление боевого и охотничьего оружия, в том числе мечей, не являлось там серьёзной проблемой, с поправкой на качество металла, обусловленное уровнем развития металлургии.
Мнение известного британского путешественника, этнографа и писателя XIX века Ричарда Бёртона насчёт того, что африканские негроиды «либо заимствовали свое оружие из Египта, либо ввозили его из-за моря», а «в межтропической Африке никогда не изобретали ни алфавита, ни плуга, ни меча», в настоящее время признано устаревшим.
Как правило, мечи африканцев выполняли вспомогательные функции, и основным оружием оставалось копьё или оружие дальнего действия (лук, фитильное или кремнёвое ружьё).
Наиболее известны мечи туарегов такуба, прямые короткие мечи масаев семе, имеющие расширяющиеся к острию листовидные клинки, а также прямые обоюдоострые мечи каскара, распространенные в XIX веке у народов беджа (Судан) и багирми (Чад), конструкцией своего клинка и эфеса напоминающие средневековые европейские или древнеарабские.
Клинок туарегской такубы — как правило, двулезвийный, прямой, длиной 70-80 см, с тремя долами, лучшие и старейшие клинки имеют клейма генуэзских или рейнских (Золинген) мастеров.
Клинок суданской каскары — обоюдоострый, длиной порядка 90-100 см (35-40 дюймов), иногда имеет дол. Эфес железный или латунный, с выступом для большого пальца, рукоять круглая, покрытая кожей, навершия — дисковидные. В старину к эфесам каскар присоединялись европейские клинки, но на основной массе сохранившихся экземпляров имеются клейма местных мастеров. Каскары массово применялись ещё в англо-суданской войне, в частности, в исторической битве при Омдурмане 1898 года.

## Двуручные мечи
В первую очередь, следует предельно чётко разграничить англ. Longsword — обычный меч с несколько более длинным клинком (обычно в пределах 85…110 см — то есть, даже не всегда более длинным, чем у наиболее длинных из обычных «одноручных» мечей) и рукоятью, рассчитанной на двуручный хват, например, тип XIIIa по типологии Оукшота — и так называемый англ. Great Sword, он же — германский «цвайхандер» (нем. Zweihänder), французский «эспадон», португальский «монтанте», шотландский «клеймор», и т. п. — с клинком длиной, как правило, не менее 120 см, очень длинной (25…30 см и более) рукоятью, специфической конструкцией гарды и длинным рикассо, иногда снабжённым служащими для парирования оружия противника шипами.
Первый тип двуручных мечей из описанных выше появился около XIII века, а повсеместное распространение получил в XIV—XV веках, и примерно с 1350 по 1550 был одним из основных видов меча в Западной Европе, широко используясь как на войне, так и для самозащиты или дуэли. Первый конфликт с массовым применением оружия данного типа — начальная фаза Столетней войны. Появление и развитие «длинного меча» чётко коррелирует с распространением латных доспехов — хотя исторические документы дают примеры его использования и в бою без доспехов, как правило, в дуэльном контексте. Техника «работы» мечом при этом была совершенно различной: против одоспешенного противника — уколы в уязвимые части доспеха и оглушающие удары эфесом, против бездоспешного — мощные секущие выпады.
Общая длина этого оружия обычно не превышала 120…130 см, масса — не более 2 кг (наиболее типично 1,1…1,8 кг), так что большинство таких мечей без больших затруднений могли использоваться и с одноручным хватом. Хотя в целом двуручные мечи данного типа могли считаться устаревшими уже к середине XVI века (или, скорее, вышли из моды и стали считаться непригодными, или неприемлемыми, для повседневного ношения), их эпизодическое применение отмечается вплоть до середины следующего столетия, а обучать фехтованию на них продолжали по традиции и в начале XVIII века (например, фехтовальное пособие Джузеппе Коломбани 1711 года).
Что касается «цвайхандеров», то эта совершенно особая категория мечей появляется ближе к XVI веку, и предназначены они были исключительно для боя в пехотном строю данного периода, во взаимодействии с пикинёрами и алебардщиками. Их длина могла превышать 2 метра, а вес — 4 кг (наиболее типично 2,5…3,5 кг). Такие мечи ввиду их размеров носили не в ножнах, а на плече, как ту же пику или алебарду. Наиболее известные их пользователи — германские ландскнехты, прославившиеся в годы Итальянских войн (1494—1559). Так, в Чёрном отряде, основанном герцогом Саксонии Георгом Бородатым и действовавшем в 1510-х — 1520-х годах, из 17 000 человек 2 000 были вооружёны «цвайхандерами» (12 000 — пиками, 2 000 — аркебузами, 1 000 — алебардами).
Часто указывается, что «цвайхандер» был предназначен для борьбы с хорошо бронированной целью, однако на самом деле специфической особенностью массовых армий XVI века как раз был частичный отказ от брони — на поле боя появляется множество солдат, одетых в неполный латный доспех или вовсе не имеющих доспеха, а также «средней» кавалерии, в которой всадник был защищён упрощённым и удешевлённым доспехом (обычно кирасой со шлемом или так называемым «трёхчетвертным» — от головы до колена), а конь, в отличие от рыцарской конницы, никакой защиты не имел. Соответственно, основное назначение «цвайхандера» — именно борьба с такими небронированными или плохо бронированными целями, как пешими, так и конными. Все исторические свидетельства отмечают великолепные рубящие качества такого меча, а сохранившиеся экземпляры имеют очень тонкие клинки, явно предназначенные для действия по «мягкой» бездоспешной цели, а не пробития брони. Иногда упоминается возможность перерубить ударом такого меча древко пики противника (например, в фехтовальном пособии Ахилла Мароццо Opera Nova dell’Arte delle Armi 1536 года), хотя применимость подобного трюка в реальном бою многими историками вооружения воспринимается скептически (тем более, что древко обычно усиливалось достаточно толстыми стальными накладками — «лангетками»). Более реалистично выглядит возможность сбить пику противника на сторону, временно лишив её обладателя возможности атаковать. Действовали такими мечами в рассыпном строю, поскольку каждому бойцу с таким оружием требовалось большое пространство.
К сожалению, сколь либо подробной информации о приёмах использования данного вида оружия в боевых условиях до нас не дошло — большая часть соображений оружиеведов на этот счёт носит преимущественно гипотетический характер (сохранившиеся исторические источники этого периода в мелких деталях рассматривают применение оружия, использовавшегося аристократией в турнирных боях и дуэлях, а также судебных поединках, но при этом в них практически ничего не говорится о действиях рядовых солдат на поле битвы — это касается не только «цвайхандеров», но и, к примеру, алебарды). В имеющихся свидетельствах (испанские, португальские и итальянские руководства) акцент зачастую делается на использование двуручника в руках опытного фехтовальщика для отражения одновременной атаки нескольких противников, удержания определённого пункта, вроде моста, ворот или прохода, а также прикрытия особо важных лиц, то есть, задач, требующих как можно большей площади зоны поражения вокруг мечника. Дж. ди Грасси также рекомендовал использование подобного меча для колющих ударов, практически на манер короткого копья.
Как военное оружие «цвайхандеры» быстро устарели — уже во второй половине XVI века их боевая ценность стала стремиться к нулю, однако внушительный внешний вид способствовал тому, что ещё в XVII—XVIII веках их продолжали изготавливать и использовать в качестве церемониального оружия, причём такие «парадные» мечи могли достигать совершенно неправдоподобных для боевого оружия размеров и массы (до 10 кг), то есть, фактически были непригодны для использования «по прямому назначению».
Специфической разновидностью «цвайхандеров» были «пламенеющие клинки» с волнистым лезвием — фламберги. Популярность данного клинка у наёмников доходила до такой степени, что специальной буллой папы римского клинки с несколькими изгибами (не только двуручники, но и мечи с более короткими «пламенеющими» клинками) были признаны негуманным, не «христианским» оружием. Воину, взятому в плен с таким мечом, могли отрубить правую руку или даже убить. Ничего магического в волнистом лезвии фламберга не содержалось — выгнутая кромка имела лучшие режущие свойства и создавала при поражении «эффект пилы» — каждый изгиб наносил свой разрез, оставляя в ране лепестки плоти, которые мертвели и начинали загнивать. Кроме того, при скользящих ударах фламберг наносил большие повреждения, чем обычный меч.

## Кончар, эсток, седельный меч
Полутораручники, в западноевропейской терминологии именуемые бастардами (англ. Bastard — незаконнорождённый) применялись с XIII века, но уже к середине XV века их несостоятельность при рубке европейских доспехов данного периода стала очевидной. Не только меч разумных габаритов, но и топор оказывался недостаточно силён против них. Как рубящее оружие меч совершенно перестал оправдывать себя.
С другой стороны, и совсем без меча было как-то непривычно — в плане удобства отражения ударов меч был незаменим, да и возможность нанесения им очень точных ударов позволяла, например, поражать в лицо врагов в открытых шлемах. Эти соображения в начале XV века навели европейских оружейников на мысль ковать мечи с гранёным клинком — «эстоки».
К этой же мысли несколько раньше пришли и на Руси, где такое оружие было известно ещё с XIV века под названием кончара. Причиной его появления (вернее, заимствования у тюркских народов, которые, в свою очередь, скопировали китайский дааб) было, естественно, не бессилие мечей против пластинчатых лат, а бо́льшая эффективность гранёного клинка при пробитии кольчуг, бехтерцев, пеньковых кафтанов и шерстяных бурок.
Кроме того, клинок, имеющий в сечении 3—6 граней, был прочнее, что позволяло сделать меч длиннее и легче, чем он вышел бы с плоским рубящим клинком. При длине лезвия 110 см эсток или кончар весили всего 1,2—1,5 кг — вдвое меньше, чем полутораручник аналогичной досягаемости. С другой стороны, такой вес был вполне достаточен и для отбивания ударов мечей.
Эстоки, впрочем, не приобрели большой популярности ни на западе, ни на востоке Европы, хотя кое-где и продолжали использоваться даже до XVII века. Слишком неудобен был колющий меч для всадника. Кроме того, на Руси уже с XIV века сварное оружие стало испытывать конкуренцию со стороны дамаскового, а в Европе с начала XVI века появилась передельная сталь, существенно расширившая возможности оружейников.
Применение упругой стали для выделки клинка позволило отчасти вернуть ему рубящие функции при сохранении достоинств эстока. В XVI веке на вооружении европейской кавалерии появились длинные и узкие мечи, хорошо пригодные для нанесения ударов вперёд, но способные и разрубать шлемы. Названия они носили самые различные, — в зависимости от устройства рукояти, но в Европе иногда уже назывались шпагами, а в России, будучи на вооружении рейтарских полков в эпоху царя Алексея Михайловича Тишайшего, именовались «седельными мечами», ибо русские находили их слишком длинными и неудобными для ношения на перевязи.
Кавалерийские шпаги при длине клинка 90—100 см весили обычно всего 1,5—1,7 кг и сохраняли типичный для мечей баланс, тем не менее, приёмы владения ими уже не походили на принятые для прямого меча прошлых эпох. К рубящему оружию седельные мечи, исключая разве что испанские клинки из толедского дамаска, можно было отнести с большой натяжкой. Да и узкий клинок не создавал заметных аэродинамических эффектов. Так что, владели ими, действительно, уже́ как шпагами или эстоками, — не вращали, а в исходной позиции удерживали не над, а перед собой.
Гарда седельных мечей в этой связи могла бы быть уже́ и закрытой, но часто ещё продолжала делаться не только открытой, но и полутора- или даже двуручной, — захват меча двумя руками мог потребоваться для отражения удара более тяжёлого оружия.
Несмотря на большую конкуренцию со стороны сабель и палашей, седельные мечи (возможно, из-за своего роскошного облика) продолжали использоваться в Европе и России вплоть до конца XVII века.

## Символизм меча
Меч символизирует справедливость и правосудие, высшую власть (меч — одна из царских инсигний), достоинство, лидерство, силу, свет, мужество, бдительность. На метафизическом уровне он олицетворяет всепроникающий разум, силу интеллекта, проницательность. Подобно тому, как меч рассекает узлы, так и разум достигает самых укромных уголков мысли. Обоюдоострый меч — важный образ божественной мудрости и правды. В Откровении Иоанна меч исходит из уст Христа как символ непобедимой небесной истины.
Меч являлся атрибутом римского бога Марса, выступающего в качестве охранителя мирного труда; в принципе, меч — оружие оборонительное. Военный меч (если только он не символизирует память павшим) изображается остриём вверх, меч же правосудия — остриём вниз.
В буддизме меч — это символ бодхисаттвы Манджушри, и символизирует он разрубающую тьму неведения мудрость.
Меч — фаллический символ, но вместе с ножнами олицетворяет единство мужского и женского начал. Меч, лежащий между мужчиной и женщиной, — знак чистоты их отношений, запрета на близость.
Два (скрещенных) меча символизируют соединение двух ветвей власти — духовной и светской.